# El pájaro azul
El pájaro azul (en inglés: The Blue Bird; en ruso: Синяя птица [Sinjaja ptitsa]) es una película estadounidense-soviética de 1976 y dirigida por George Cukor. El guion se basa en la obra de teatro homónima, de Maurice Maeterlinck. Es la quinta adaptación cinematográfica de la obra, detrás de dos películas mudas, una versión de 1940 protagonizada por Shirley Temple y una película de dibujos animados de 1970.
El argumento no tiene ninguna relación con el cuento de hadas de Mme. d'Aulnoy, El pájaro azul.

## Argumento
Dos hermanos, Mytyl y Tyltyl, hijos de un simple leñador y su esposa buscan ”El Pájaro Azul de la Felicidad”, pues en su interior la niña siente que, en su pobreza, no es feliz. Con la ayuda de un hada, emprenden la aventura. En su viaje, los niños son guiados por La Luz. Acompañados además, por su viejo amigo, el perro Tylo, su compañero más fiel. Otros miembros de la caravana son la gata Tylette: vanidosa y traicionera. Su búsqueda los llevará  por extraños y fantásticos lugares. Para cumplir su cometido de encontrar el pájaro azul, van primero hacia el pasado. Para ello, tendrán que enfrentar sus temores y entrar en el cementerio. Para su sorpresa, allí tendrán un bello encuentro con sus abuelos. Más adelante visitarán el Palacio del Señor y la  Señora Lujo, donde creen encontrar todo lo que han soñado: juguetes, vestidos, sirvientes, cenas abundantes. Todo lo que no tenían en su casa materna... pero a pesar de todo este lujo, sentirán una gran soledad.
Después llegan al campo resplandeciente de la Voluptuosidad hasta llegar al bosque. Pero con la complicidad de la malvada gata Tylette, el Roble: comandante del bosque entero, buscará venganza contra la raza humana. Como quiera que los niños son hijos de un leñador. Los chiquillos escapan a duras penas de los terrores del bosque, ayudados por Tylo, el perro; llegan a un nuevo lugar de esperanza: el Reinado del Futuro, donde generaciones enteras esperan por nacer, cada niño con su regalo para el mundo. Como 33 frascos de remedios para prolongar la vida de la humanidad. En el Reinado del Futuro abundan los chacareros y hay muchísimos políticos. En medio de ellos está El Padre del Tiempo, observando trabajosamente qué es lo que la tierra puede necesitar más, algún fenómeno maravilloso o un simple hombre honesto.
Los niños describen un círculo completo para encontrar El Pájaro Azul de la Felicidad, donde había estado siempre, en su propia casa. Es fácilmente capturado pero, con la excitación de llevárselo a su vecinita, el frágil pajarito levanta el vuelo. La Felicidad no se puede constreñir pero... persiste la necesidad de conquistarla. Porque en el fondo, la felicidad no se halla afuera. Se encuentra en nuestro interior.

## Otros créditos
- Nacionalidad: Estados Unidos, URSS
- Productoras: 20th Century Fox (USA) y Lenfilm Studios (URSS).
- Basada en la obra de teatro El pájaro azul (L’Oiseau bleu, 1909) de Maurice Maeterlinck
- Color: DeLuxe
- Diseño de producción: Brian Wildsmith
- Dirección artística:  Valeri Yurkevich
- Montaje:  Stanford C. Allen y Tatyana Shapiro
- Supervisor del montaje: Ernest Walter
- Director de segunda unidad:
- Sonido: John Bramall, Grigori Elbert y Gordon Everett
- Editor de sonido: William Hartman, Godfrey Marks, Edward Rossi y Ron Smith
- Efectos especiales: Roy Field, Wayne Fitzgerald, Gregori Senotov y Aleksandr Zavyalov
- Asistentes de dirección: Mike Gowans, Stirlin Harris, Liliana Markova y Yevgeni Tatarsky.
- Diseño de vestuario: Marina Azizyan y Edith Head
- Maquillaje: Vassili Gorjunov, John O'Gorman, Sofia Smirnova y Tom Smith.
- Peluquería: Sydney Guilaroff

## Premios
- La película estuvo nominada como mejor película de fantasía al Golden Scroll que concede la Academia a las películas de ciencia ficción, fantasía y terror de Estados Unidos.